# Слупське воєводство
Слупське воєводство (пол. województwo słupskie) — адміністративно-територіальна одиниця Польщі найвищого рівня, яка існувала у 1975—1998 роках.
Було однією з 49 основних одиниць адміністративного поділу Польщі, які були скасовані в результаті адміністративної реформи Польщі 1998 року.
Займало площу 7453 км². Адміністративним центром воєводства було місто Слупськ. Після адміністративної реформи воєводство припинило своє існування і його територія відійшла до Поморського та Західнопоморського воєводств.

## Воєводи
- Ян Стемпень – 1975—1980 (ПОРП)
- Чеслав Пшевознік – 1980—1987 (ПОРП)
- Ян Ришард Кирильчик – 1988—1989 (ПОРП)
- Анджей Щепанський – 1989—1991 (ПОРП —до 1990/ Соціал-демократична — від1990)
- Веслав Рембелінський – 1991—1993 (Центр)
- Казімеж Клейна – 1993—1996 (безпартійний)
- Мацей Кобилінський — 1996—1998 (СДЛС/Соціал-демократична)
- Єжи Кузиняк — 1998 (Солідарність/Консервативна)

## Районні адміністрації
- Районна адміністрація у Битові для гмін: Битів, Божитухом, Колчиґлови, Ліпниця, Пархово, Студзеніце та Тухоме
- Районна адміністрація у Члухові для гмін: Члухув, Чарне, Дебжно, Конажини, Пшехлево, Жечениця та міста Члухув
- Районна адміністрація в Лемборку для гмін: Цевіце, Чарна Домбрувка, Нова Весь-Лемборська, Потенґово, Вицько та міст Лемборк і Леба
- Районна адміністрація у Мястку для гмін: Мястко, Кочала та Тшебеліно
- Районна адміністрація у Слупську для гмін: Слупськ, Дамниця, Дембниця-Кашубська, Ґлувчице, Кемпіце, Кобильниця, Постоміно, Славно, Смолдзіно та Устка, а також міст Слупськ, Славно і Устка.

## Міста
- Слупськ – 102 370
- Лемборк – 37 026
- Битів – 17 670
- Устка – 17 256
- Члухув – 15 249
- Славно – 14 344
- Мястко – 11 931
- Чарне – 6445
- Дебжно – 5126
- Леба – 4198
- Кемпіце – 3939

Чисельність населення на 1998 рік.

## Населення
| Рік         | 1975    | 1980    | 1985    | 1990    | 1995    | 1998    |
| Чисельність | 356 000 | 369 800 | 396 100 | 413 800 | 425 900 | 429 700 |